# Jutska strömmen
Jutska strömmen är en havsström i Nordsjön som transporterar vatten från Tyska bukten norrut utefter Jyllands västkust. Havsströmmen förenar sig med en annan ström från väster vid gränsen till Skagerrak och bildar Nordjutska strömmen. Jutska strömmen transporterar vatten med hög salthalt (ofta mer 30 promille salthalt) från Nordsjön in i Skagerrak och Kattegatt. Omkring 10 procent av vattentillförseln till Skagerrak kommer från Jutska strömmen. Strömhastigheten kan vara upp till mellan 1 och 1,5 meter per sekund (2 och 3 knop).